# Asteromyrtus symphyocarpa
Asteromyrtus symphyocarpa är en myrtenväxtart som först beskrevs av Ferdinand von Mueller, och fick sitt nu gällande namn av Lyndley Alan Craven. Asteromyrtus symphyocarpa ingår i släktet Asteromyrtus och familjen myrtenväxter. Inga underarter finns listade i Catalogue of Life.